# Dąbrowa (powiat wieluński)

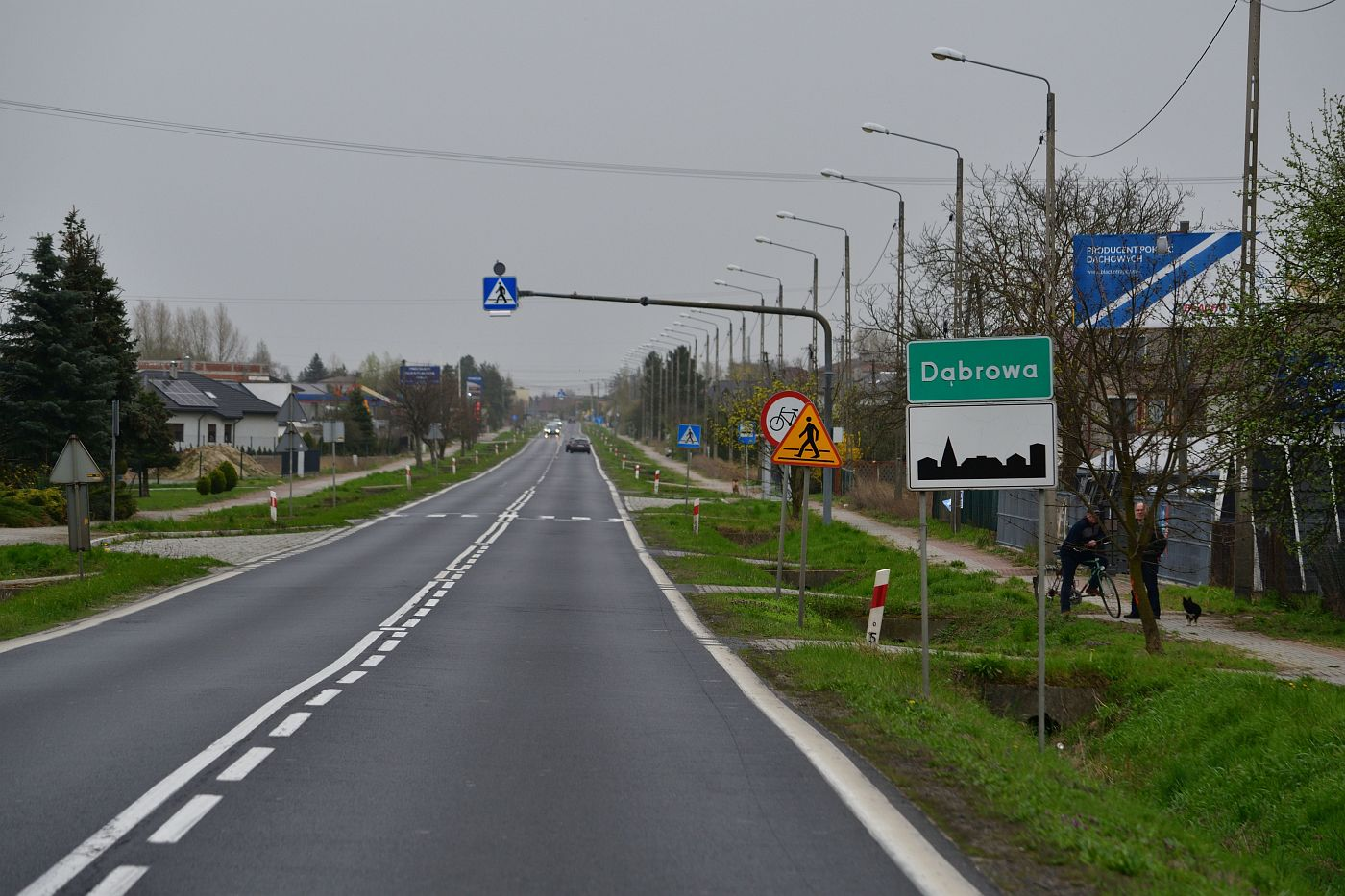
Dąbrowa, wjazd 2024

Dąbrowa (zwana także Dąbrową Małą lub Dąbrówką ) – wieś w Polsce położona w województwie łódzkim, w powiecie wieluńskim, w gminie Wieluń, przy drodze wojewódzkiej nr 488.

## Historia
Miejscowość historycznie należy do ziemi wieluńskiej i pierwotnie związana była z Wielkopolską. Ma metrykę średniowieczną i istnieje co najmniej od XIV wieku. Wymieniona w dokumentach zapisanych po łacinie w 1320 jako „Dambrorca", 1391 "Heyda?", 1408 "Dombrowa", 1520 "Dambrowa minor", 1524 "Dambrowka”. Prawdopodobnie miejscowość istniała wcześniej. Na terenie wsi archeolodzy znaleźli misę brązową z XII wieku .
Wieś została odnotowana w historycznych dokumentach prawnych i podatkowych. W 1320 papież Jan XXII zatwierdził koadiutorowi gnieźnieńskiemu m.in. wiardunek z Dąbrowy koło Wielunia. W latach 1389–1406 właścicielem był Henczlin Wadwicz lub Hanczko. W 1408 należała do Jana Mężyka z Dąbrowy herbu Wadwicz, starosty krzepickiego, który w 1410 pod Grunwaldem był w straży przybocznej króla polskiego Władysława Jagiełły .
Wymienia ją Liber beneficiorum archidiecezji gnieźnieńskiej spisany przez Jana Łaskiego w XVI wieku. W 1511 wieś płaciła dziesięcinę arcybiskupowi z 23 łanów po wiardunku oraz mierze żyta i owsa, dziesięcinę z pustek sprzedano za 3. wiardunki. W 1518 wieś liczyła 16 łanów. W 1552 w miejscowości gospodarowało 16. kmieci gospodarujących na 16. łanach, a jeden łan miał sołtys. W miejscowości stał opuszczony wiatrak. W 1553 we wsi było 9 łanów kmiecych, 1 łan sołtysa. W 1520 znajdujące się w Dąbrowie 2 łany dziekana wieluńskiego dawały po 1 grzywny czynszu. Pobierał on także dziesięcinę snopową z folwarku i ról kmiecych dla arcybiskupa oraz 6 groszy od karczmy i 1/2 grzywny z sołectwa. W 1552 wieś należała do lokalnej szlachty - Russockich .
W Dąbrowie urodziła się i zmarła Augusta Bogumiła Teofila Ostrowska herbu Korab (1829–1878), późniejsza żona Józefa Bełzy i matka Władysława oraz Stanisława.
Pod koniec XIX wieku folwark Dąbrowa posiadał cegielnię i wiatrak.
W latach 1954–1959 wieś należała i była siedzibą władz gromady Dąbrowa, po jej zniesieniu w gromadzie Ruda. W latach 1975–1998 miejscowość należała administracyjnie do województwa sieradzkiego.

## Części wsi
| SIMC    | Nazwa     | Rodzaj    |
| ------- | --------- | --------- |
| 0717904 | Kazimierz | część wsi |

## Zabytki
Według rejestru zabytków Narodowego Instytutu Dziedzictwa na listę zabytków wpisany jest obiekt:
- kościół filialny pw. św. Wawrzyńca, XIV w., nr rej.: 936 z 30.12.1967